# Age of Empires II: The Conquerors
Age of Empires II: The Conquerors је прва експанзија за РТС видео игру Age of Empires II: The Age of Kings, пуштена у продају 24. августа 2000. То је четврти део у серијалу Age of Empires, који је издао Микрософт.

### Кампање
Ова експанзија додаје четири нове кампање оригиналној игри: оне прате успон Атиле Бича Божјег, Монтезумину одбрану од Ернана Кортеса, и авантуре Ел Сида. Четврта кампања, Битке освајача, је заправо низ неповезаних појединачних сценарија, сваки заснован на значајној историјској бици: Битка на Каталаунским пољима, сага о Ерику Црвеном, битка код Хестингса, битка код Манцикерта, битка код Аженкура, битка код Јамазакија и битка код рта Норјанг.